# Centenary Building
Il Centenary Building è un edificio dell'Università di Salford situato nella Greater Manchester, in Inghilterra. Completato nel dicembre 1995 e inaugurato nel 1996, è stato progettato dall'architetto Stephen Hodder.
L'edificio ha vinto il RIBA Award e lo Stirling Prize nel 1996 e il Civic Trust Award nel 1997.